# Escotilla

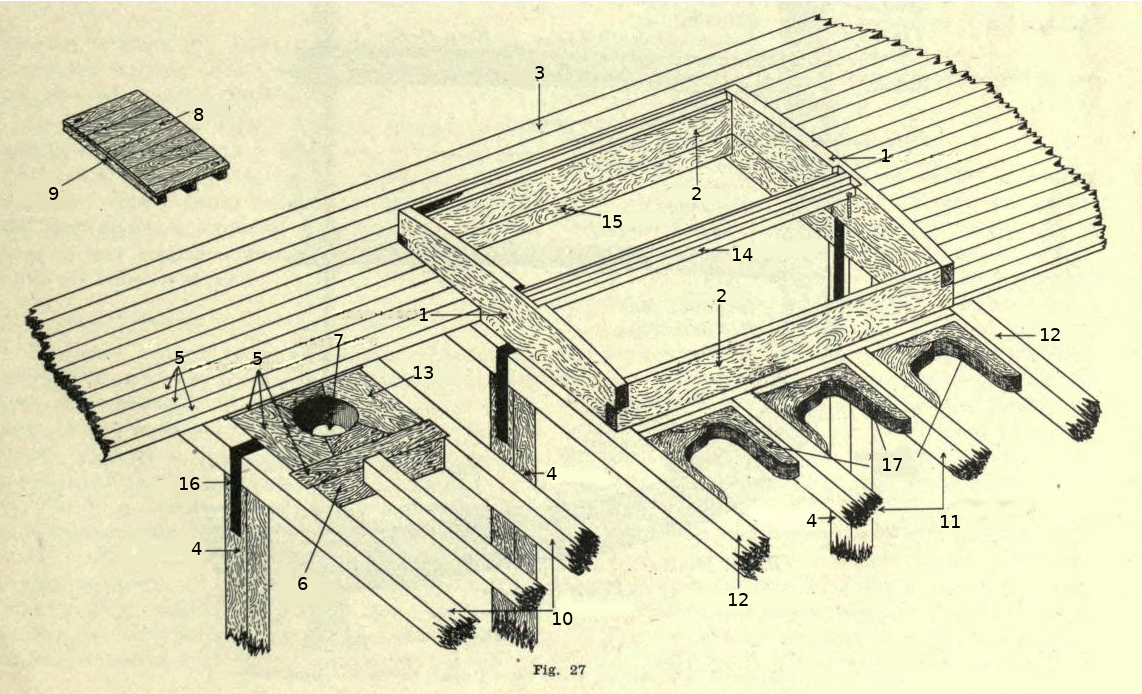
1.-Brazola
2.-Eslora de escotilla
3.-Cubierta
4.-Puntal
5.-Traca
6.-Llave de fogonadura
7.-Fogonadura
8.-Cuartel
9.-Eslora de tapa de escotilla
10.-Bao de fogonadura
11.-Semibao de escotilla
12.-Bao de escotilla
13.-Mallete
14.-Galeota de escotilla
15.-Carlinga
16.-Fleje
17.-Curva
Ref.: Diccionario enciclopédico marítimo (inglés-español), por Luis Delgado Lamelland.

En náutica, la escotilla es la apertura grande cuadrada o rectangular que se deja en varios puntos de las crujías de las cubiertas de las naves para bajar a las inferiores e introducir o extraer efectos del armamento o carga. Toma el nombre del paraje en que está situada, como escotilla de proa, escotilla mayor, escotilla de la despensa, etc.

## Descripción
En los buques primitivos, las escotillas se cerraban mediante una serie de tablones de madera, denominados cuarteles, que a su vez se apoyaban sobre vigas de quita y pon, denominadas baos.
Una vez cubierta toda la superficie de la escotilla, estos cuarteles se cubrían con unas lonas de algodón o de alguna otra fibra vegetal impermeabilizada con sebo animal, que se conocían con el nombre de encerados y que luego fueron reemplazados por lona sintética.
En la actualidad las tapas de escotilla son metálicas y existen diferentes diseños para su accionamiento mecánico. El sistema Mac Gregor (nombre de su principal constructor) consta de varios paños encadenados que corren sobre una guía o riel.

## Tipos de escotillas
- Escotilla de caja: es aquella que, en lugar de llevar un rebaje interior y a escuadra en la brazola para que encajen y asienten los cuarteles que la cubren, tiene un borde alrededor, o bien aquella en la cual el rebaje va en el exterior para cubrirla con tapa que incluye estos bordes dentro de los listones clavados lateralmente o de los resaltes hechos en sus cantos.